# Myurella suduirauti
Myurella suduirauti é uma espécie de gastrópode do gênero Myurella, pertencente a família Terebridae.